# Riesenholzwespe

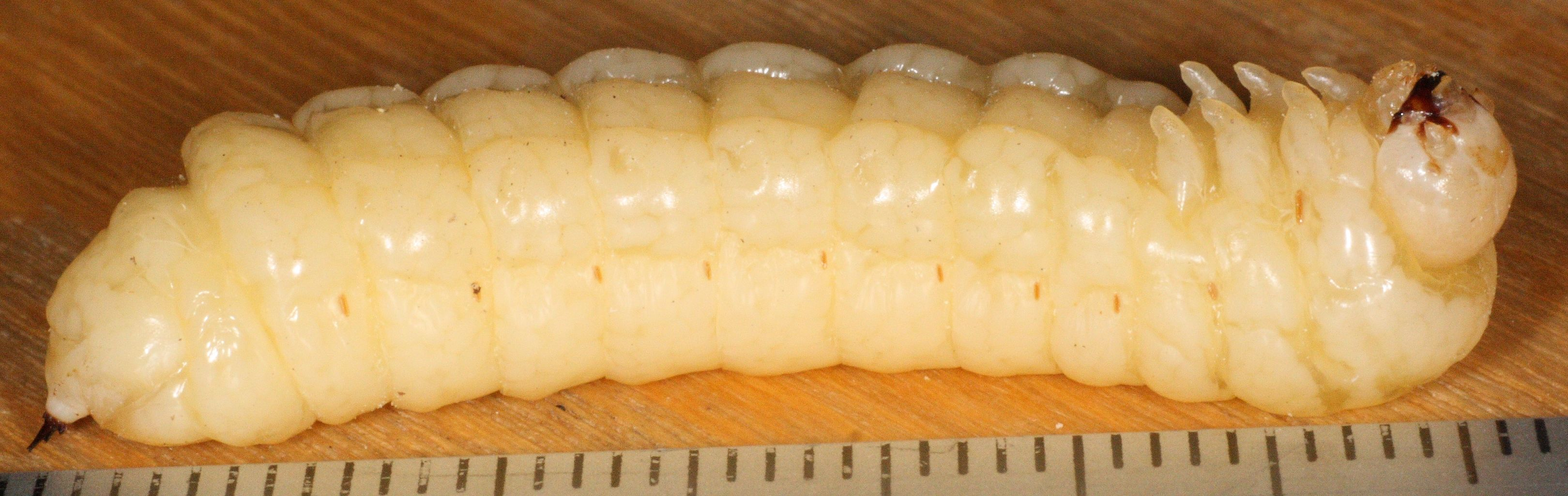
Larve

Die Riesenholzwespe (Urocerus gigas) ist eine Hautflüglerart aus der Familie der Holzwespen (Siricidae) und die größte Vertreterin dieser Familie in Europa. Die nördliche Rasse (U. gigas taiganus) zeichnet sich durch schwarze Legebohrerscheiden beim Weibchen und einen ausgedehnteren schwarzen Hinterleib beim Männchen aus. Die Riesenholzwespe legt ihre Eier unter die Rinde von Tannen und Fichten, von wo aus sich ihre Larven durch das Holz fressen. Eine wichtige Rolle spielt dabei der Tannen-Schichtpilz (Amylostereum chailetii), mit dem die Riesenholzwespen-Larve symbiotisch lebt und wodurch sie sich von so nährstoffarmem Substrat wie Holz ernähren kann.

## Merkmale
Die Weibchen werden 15 bis 40 Millimeter lang, die Männchen dagegen nur 12 bis 30. Der Kopf ist schwarz mit zwei gelben Flecken hinter den Augen. Die Unterseite des zylindrischen Hinterleibs ist schwarz, so auch die Brust. Der übrige Hinterleib ist beim Weibchens hellgelb mit schwarzvioletten Ringen, beim Männchen dagegen rot mit schwarzer Spitze. Der Hinterleib ist parallelseitig und hat beim Weibchen einen auffälligen Legebohrer, aber keinen Giftapparat.
Das Fluggeräusch ist auffällig schwirrend.

## Vorkommen
Die Art kommt weltweit vor. Sie ist in Waldgebieten, aber vor allem in Kiefernwäldern und Neubaugebieten heimisch.

## Lebensweise
Mit dem Legebohrer legt das Weibchen 400–500 Eier ins Holz. Als Wirtsarten bevorzugt werden: Gemeine Fichte (Picea abies) und Tannen (Abies), seltener werden auch Kiefern (Pinus), Lärchen (Larix), Eschen (Fraxinus) und Pappeln (Populus) belegt. Die Bäume werden meist an schwachen Stellen parasitiert, beispielsweise an Fäll- und Rückeschäden.
Mit dem Schleim um die Eier werden Sporen des Tannen-Schichtpilzes (Amylostereum chailetii) aus speziellen Organen des Weibchens, den Mycetangien, übertragen. Der Pilz zersetzt das umliegende Holz und bereitet so den Nährboden für die Wespenlarven. Die Larve bohrt bis zu 40 Zentimeter lange Gänge im Holz. Sie kann keine Zellulose verdauen, stattdessen nutzt sie neben Zellinhaltsstoffen des Holzes auch Pilzfäden als Nahrung. Die Entwicklung der Larve dauert üblicherweise zwei bis drei Jahre; in einigen Fällen bis zu sechs Jahre. Die erwachsene Larve bildet nahe der Rinde eine Puppenwiege, woraus sich die Imago an die Oberfläche nagt. Die Fraßgänge werden von der Larve mit einem Dorn am Hinterleib fest mit Sägemehl verstopft. So kommt es vor, dass die Löcher auch bei der Holzverarbeitung nicht erkannt werden und das Insekt folglich aus verarbeitetem Holz schlüpft. Weil das Holz nach der Verarbeitung zu trocken ist, muss kein weiterer Befall befürchtet werden.
Holz mit sichtbarem Befall durch Holzwespe ist bei Sägerundholz nicht zulässig und wird entsprechend abqualifiziert und bepreist.

## Belege